# Strada statale 738 di Villa San Giovanni
La strada statale 738 di Villa San Giovanni (SS 738) è una strada statale italiana che collega l'A2 del Mediterraneo all'omonimo comune calabrese.

## Descrizione
La strada ha origine dallo svincolo di Villa San Giovanni sull'autostrada A2. A causa della sua funzione cruciale di collegamento agli imbarchi del porto di Villa San Giovanni, la strada pur essendo a carreggiata unica presenta un numero di corsie in direzione porto che varia progressivamente da una a tre. Dopo gli svincoli per raggiungere le banchine, la strada termina innestandosi sulla viabilità urbana nei pressi di via Guglielmo Marconi.
La strada ha ottenuto la classificazione attuale nel 2015 col seguente itinerario "Svincolo di Villa S. Giovanni con l'A3 Salerno-Reggio Calabria - Via G. Marconi", modificato poi nel corso del 2017 in "Svincolo di Villa S. Giovanni con l'A2 - Via G. Marconi" con l'istituzione dell'Autostrada A2 del Mediterraneo.

### Tabella percorso
| di Villa San Giovanni |                                                                                  |      |           |                |
| Tipo                  | Indicazione                                                                      | ↓km↓ | Provincia | Strada europea |
|                       | del Mediterraneo (Svincolo di Villa San Giovanni)                                | 0,0  | RC        |                |
|                       | Villa San Giovanni Via Zanotti Bianco (solo uscita direzione Villa San Giovanni) | 1,1  | RC        |                |
|                       | Traghetti per Messina Biglietteria Caronte & Tourist                             | 1,2  | RC        |                |
|                       | Villa San Giovanni                                                               | 1,4  | RC        | -              |